# Szalontai Éva (textilművész)
Szalontai Éva (Tengelic-Szőlőhegy, 1951. május 16. – Budapest, 2013. október 17.) Ferenczy Noémi-díjas magyar textiltervező iparművész, tanár.

## Pályafutása
A Képző- és Iparművészeti Gimnáziumot 1969-ben végezte el, majd 1974-ben diplomázott a Magyar Iparművészeti Főiskolán nyomottanyag-tervezőként, mesterei Kürthy Ödönné és Polgár Csaba voltak. Pályafutása nagy részében szabadúszó textiltervezőként lakástextileket, skandináv típusú faliképeket, textilszobrokat, táskákat és üvegdíszeket készített. A debreceni Kós Károly Művészeti Szakgimnáziumban, a Harsányi János Főiskolán, illetve a Budapest Metropolitan Egyetemen tanított.

## Díjai
- 1973 Milánói Triennálé, ezüstérem
- 1985 Idea pályázat, I. díj
- 1990 II. Pest megyei iparművészeti tárlat (Szentendre), II. díj
- 1998 15. Magyar Textilbiennálé (Szombathely), különdíj
- 2007 Ferenczy Noémi-díj

## Egyéni kiállításai
- 1976 Marczibányi Téri Művelődési Központ, Budapest
- 1977 Művelődési Ház, Tök
- 1980 Művelődési Központ, Eger
- 1984 Művelődési Központ, Szekszárd
- 1988 Művelődési Ház, Nagydorog
- 1994 Zsámbéki Szombatok
- 1995 Városi Múzeum, Paks
- 1999 Keve Galéria, Ráckeve
- 2002 Várgaléria, Simontornya
- 2003 Mű-Terem Galéria, Debrecen

## Hazai csoportos kiállítások
- 1975 Fiatal iparművészek tárlata, Szekszárd
- 1975 Országos iparművészeti tárlat, Műcsarnok, Budapest
- 1976–1980, 1984–1988, 1994–2000, 2003, 2006, 2018 Magyar Textilbiennálé, Szombathely[4][5]
- 1977 Pataki István Művelődési Ház, Budapest
- 1979 Textilgrafika, Ernst Múzeum, Budapest
- 1980 „A kéz intelligenciájá”, Műcsarnok, Budapest
- 1980 „Gyermekév” pályázat
- 1982 Képcsarnok, Nyíregyháza
- 1982 Budapesti Történeti Múzeum
- 1983 Fényes Adolf terem, Budapest
- 1985 Textiltervek, Budapest Galéria
- 1987 Laufer, Műcsarnok, Budapest
- 1987 Péter-Pál galéria, Szentendre
- 1988 Eleven textil 1968-1978-1988. Válogatás a modern magyar textilművészeti alkotásokból. A Műcsarnok és a Savaria Múzeum kiállítása. Műcsarnok, Budapest[6]
- 1988 Laufer 2, Pécsi Galéria
- 1990 II. Pest megyei iparművészeti tárlat, Ferenczi Képtár, Szentendre
- 1993 Mint (a) Minta, Budapest Galéria
- 1994, 1998, 2000 Nemzetközi Miniatűrtextil Biennálé, Szombathely
- 1996 Magyar Zászlóbiennálé, Szombathely
- 1999 Minta, Műcsarnok, Budapest
- 2001 Iparművészet, Műcsarnok, Budapest
- 2001 Szabadvásznas festészet, MűvészetMalom, Szentendre
- 2003 Minta, Textil Múzeum
- 2005 Magyar Formatervezési Nívódíj, Iparművészeti Múzeum
- 2003–2006 Magyar Textiltriennálé, Szombathely
- 2006 Textilfestészet, Várszínház, Budapest
- 2007 Díjazottak kiállítása (Ferenczy Noémi-díj), Olof Palme-ház, Budapest
- 2008 Ponyva, Művészet Malom, Szentendre
- 2008 Craft&Design, Iparművészeti Múzeum, Budapest
- 2009 Ponyva, Olaf Palme-ház, Budapest

## Külföldi csoportos kiállítások
- 1978 Varsó, Lódz, Sopot (Lengyelország)
- 1993 Magyar Intézet, Párizs (Franciaország)
- 1994 A Szombathelyi Textilbiennálé anyagából, Ljubljana (Szlovénia)
- 1998 Fibre Art című kiállítás, Runcorn (Anglia)
- 2001 Textiltriennálé, Lódz (Lengyelország)
- 2002, 2004 Minibiennálé, Krosno (Lengyelország)

## Művei közgyűjteményekben
- Savaria Múzeum, Szombathely: Áthatások, Sárkányünnep
- Iparművészeti Múzeum, Budapest: Variálható falikép

## Megbízásos munkái
- 1976 Tanácskozó terem, falkárpitok, Sárvár
- 1977 Szilikátipari Kutatóintézet, függönyök, Budapest
- 1980 Mezőgép, falkárpitok, Kaposvár
- 1990 Házasságkötő terem, textilképek, Nagydorog[7][8]
- 1990 Linara olasz-magyar vegyesvállalat, függönyök és faliképek, Budapest
- 1992 OTP-fiók függönyei, Nagydorog
- 1993 Fertő-tavi Nemzeti Park központja, függönyök, Fertőd
- 1995 Cédrus informatikai Kft., roletták, Budapest
- 1995, 1997 Nemzeti Színház, jelmezek, Szeged
- 1995 Lampart tanácsterem függönyei, Budapest
- 1996 Római kávéház, ólomüveg, Linz
- 1997 Reneszánsz Vendéglő, Visegrád
- 1999 Piarista Gimnázium, ólomüveg, Szeged
- 2002 Danubius szálloda, ólomüveg felső bevilágító gúla és falikép, Szentendre
- 2003 Reneszánsz Étterem, a különterem festett fa mennyezete, Visegrád
- 2006 Sirály Étterem, átvilágítható térelválasztók, Visegrád
- 2007 Dányi vadászház függönyei
- 2008 Csokonyavisontai vadászház függönyei